# Väsjöbacken

Väsjöbacken är en skidanläggning vid Väsjön i Sollentuna kommun, Stockholms län. Anläggningen har fyra nedfarter, Huvudbacken,Familjebacken, Funparken och Klubbacken. Den maximala fallhöjden är 82 m. I Väsjöbacken tränar Täby slalomklubb och Sollentuna slalomklubb.
| Väsjöbacken med utsikt över Väsjön, maj 2011 |  | Väsjöbacken från norr, februari 2013 |
| Väsjöbacken med utsikt över Väsjön, maj 2011 |  | Väsjöbacken från norr, februari 2013 |